# Leonid Rogozov
Leonid Ivanovitch Rogozov (en russe : Леонид Иванович Рогозов), né le 14 mars 1934 dans l'oblast de Tchita et mort le 21 septembre 2000 à Saint-Pétersbourg, est un médecin soviétique puis russe.
Durant l'expédition antarctique soviétique (1960–1961), vivant à la base antarctique Novolazarevskaya, il est obligé de réaliser une appendicectomie sur lui-même faute d'un autre médecin.

## Biographie
Leonid Rogozov est le troisième des quatre enfants d'Ivan Rogozov, un chauffeur, et de Evdokia Emelyanovna, une trayeuse. En 1938, la famille déménage à Minoussinsk, où Leonid entre à l'école secondaire. Pendant la grande guerre patriotique, en 1943, son père est tué au front. Après son service militaire obligatoire, il entre à l'Institut de médecine pédiatrique de Leningrad en 1953.
Diplômé de l'institut de médecine en 1959, Leonid Rogozov s'inscrit en résidence clinique en chirurgie. Cependant, la formation de résidence est interrompue pour un certain temps en raison de son départ en qualité de médecin vers l'Antarctique le 5 novembre 1960. En décembre, Leonid Rogozov arrive en Antarctique, où en plus de son travail principal, il travaille comme météorologue et même comme chauffeur.

## Opération
Le 29 avril 1961, Leonid Rogozov constate chez lui les symptômes inquiétants : faiblesse, nausée, fièvre et une douleur brutale de la fosse iliaque droite. Tout fait penser à une appendicite aiguë. Les tactiques de traitement conservatrices (repos, jeûne, froid local et antibiotiques) n'ont pas eu de succès. La seule issue dans cette situation était une opération d'urgence. Aucune des bases les plus proches ne disposait d'un avion, de plus, les mauvaises conditions météorologiques n'auraient pas permis de se rendre à Novolazarevskaya, située à 80 km de la côte. Étant le seul médecin de l'expédition, composée de treize personnes, Leonid Rogozov doit se résoudre à faire l'opération lui-même.
L'opération a lieu dans la nuit du 30 avril 1961. Rogozov est assisté par le météorologue Alexandr Artemiev dont le rôle consiste à passer les instruments chirurgicaux et par l'ingénieur-mécanicien Zinovi Teplinski, qui tient devant Rogozov un petit miroir rond et dirige vers le champ opératoire la lumière de la lampe de bureau. Le chef de la station, Vladislav Guerbovitch, se tient à côté au cas où l'un des assistants, qui n'avaient jamais été en contact avec la médecine, perdraient connaissance. En position couchée, incliné sur le côté gauche, Rogozov se fait une injection de novocaïne pour une anesthésie locale. Il effectue une incision de 12 cm dans la région iliaque. Parfois, en regardant dans le miroir, parfois au toucher sans les gants, il cherche l'appendice inflammé. Après 30-40 minutes d'opération, il se sent gagné par une faiblesse générale et des vertiges, l'obligeant à faire de courtes pauses. Cependant, à minuit, l'opération, qui a duré 1 heure et 45 minutes, est achevée – Rogozov retire l'organe malade et injecte l'antibiotique dans la cavité abdominale. Après cinq jours, la température baisse, et deux jours plus tard, les fils sont enlevés.  
Leonid Rogozov décrit le déroulement de l'opération dans le Bulletin d'information de l'expédition antarctique soviétique (Leonid Rogozov, Opération sur soi-même // Bulletin de l'expédition antarctique soviétique, Moscou, 1962. Vol. 37. pp. 42-44),,.

## Années suivantes
De retour de l'expédition antarctique à Leningrad en octobre 1962, Rogozov termine ses études en résidence clinique en chirurgie en octobre 1963. En mars 1963, il devient membre du PCUS. La même année, il entre en troisième cycle d'études académiques. En 1966, il soutient une thèse de doctorat Sur la résection du tiers inférieur de l'œsophage en cas de cancer. En 1966-1967, il est chirurgien à l'hôpital Friedrich Erismann de Leningrad. En 1967-1979, il est assistant du département de chirurgie hospitalière du Premier Institut de médecine Ivan Pavlova de Leningrad. En 1979-1986, il est chirurgien à l'hôpital no 12, de l'unité sanitaire no 8 et no 9, et de l'hôpital Mariïnski de Léningrad. En 1986-2000, il occupe le poste de chef de département de chirurgie de la tuberculose abdominale de l'Institut de recherche de pneumo-phtisiologie de Léningrad.
À l'âge de 66 ans, Leonid Rogozov opéré pour un cancer du poumon, meurt des complications postopératoires. Il est enterré au cimetière Kovaliovskoïe dans le raïon de Vsevolojsk de l'oblast de Léningrad.